# 牛肉茶
牛肉茶是香港一種的飲料，在過去的茶餐廳常見，近年已少見。
正宗的做法大概如下：
先將牛肉用清水洗乾淨切片，加入清水一杯，將浸著水的牛肉放入雪櫃 ，浸二小時。 將牛肉及浸牛肉的水倒入煲內，加薑、杞子、三碗滾水用慢火燉一小時半，加少許鹽調味，再燉約半小時，即可飲用。
但是在香港的茶餐廳提供的牛肉茶是以一種名稱為「保衛爾牛肉汁」的調味料沖熱開水而成。這種「保衞爾牛肉汁」在英國狂牛症流行後，由於香港政府禁止入口英國牛肉產品，而2004年保衛爾牛肉汁推出不含牛肉、成分為酵母萃取物、可供素食者食用的版本，此後於香港出售的，而不再是牛肉製品了。但在英國本地及世界大部份國家有出售保衛爾牛肉汁的國家和地區仍然可以買到含有牛肉成分的保衛爾。
普法戰爭期間，當時法國國王拿破崙三世（Napoleon III）為了給法國軍隊營養品，向英國購買大量的牛肉罐頭，可是數量實在太多，英國一時之間沒辦法供應，只好研發將牛肉罐頭提煉出精華，製作成為牛肉精，即為最早期的「保衛爾牛肉汁」，此舉解決了法國軍隊的營養補給，最後法國雖然戰敗，但是「保衛爾牛肉汁」開始變成當代流行的營養品。20世紀的兩次世界大戰，「保衛爾牛肉汁」成為英軍最佳營養品，戰後在亞太地區的流行，香港的茶餐廳將「保衛爾牛肉汁」稱作「保衛爾牛肉茶」。